# Laphystia rubra
Laphystia rubra là một loài ruồi trong họ Asilidae. Laphystia rubra được Hull miêu tả năm 1957. Loài này phân bố ở vùng Tân Bắc giới.